# Kemlade
Eine Kemlade oder ein Kemladen ist ein hölzernes, turmartiges Wohngebäude aus dem 13. oder 14. Jahrhundert, das in einem stehenden Gewässer oder Moor lag. Es handelte sich um wehrhafte Häuser oder Türme in Fachwerk- oder Blockbauweise auf pfostengetragenen Plattformen, meist in Seen unweit der Ufer auf flachen Uferterrassen als Pfahlbauten errichtet.
Der Verbreitungsraum war der südwestliche Ostseeraum zwischen Nordwestpolen, Nordostdeutschland und Dänemark. In Deutschland finden sich Fundreste (wie Holzpfosten) in Ostholstein, Mecklenburg und Vorpommern sowie seltener in Brandenburg.

## Kemlade als Einzelgebäude

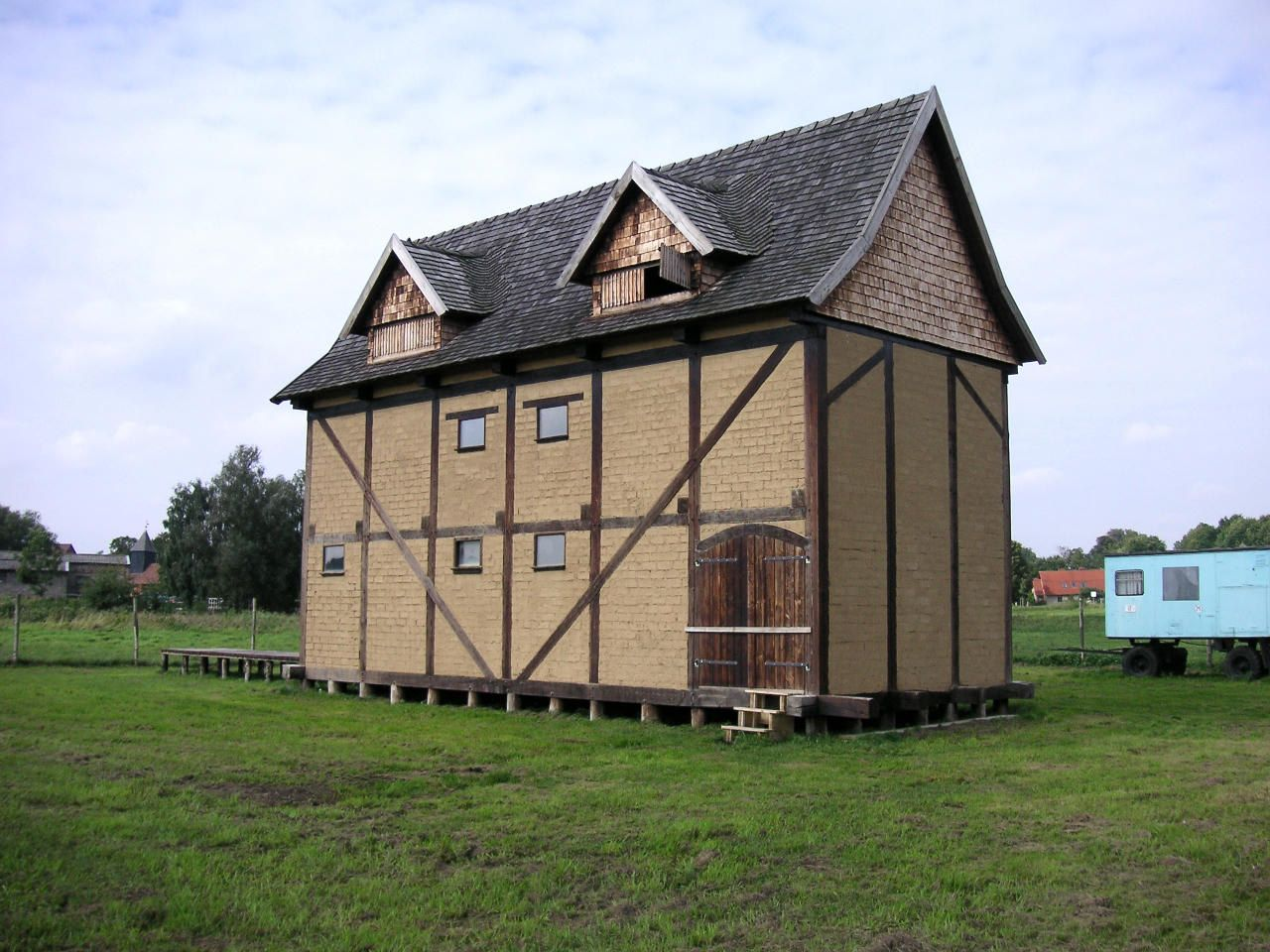
Rekonstruierte Kemlade von Wodarg an der Burg Klempenow (Mecklenburg-Vorpommern)

Die Bezeichnung Kemlade ist nicht zeitgenössisch, sondern wurde erst durch den Historiker Willy Bastian geprägt. Sie ist ein Verschliff aus Ortsnamen auf -lade sowie dem Begriff Kemenate (beheizbarer Raum).
Die Kemlade diente als Sitz niederadliger Herren (Edelfreie oder Ministerialen) ab der zweiten Hälfte des 13. Jahrhunderts, ähnlich den hölzernen Motten, denen sie auch in der Bauweise glichen, die jedoch auf künstlichen Hügeln mit Wassergräben und Palisaden auf Wällen errichtet wurden, während Kemladen die natürliche Schutzwirkung des Gewässers oder Moors (als Sumpfburg) ausnutzten. Die Wirtschaftsgebäude, die auf dem Festland gelegen waren, konnten jedoch mottenartig befestigt sein. Die Kemlade konnte per Boot oder über rasch abbaubare Stege erreicht werden und entweder ständig bewohnt werden oder dem Rückzug zu Verteidigungszwecken dienen. Die gut erforschte Kemlade von Altenhof (Brandenburg) besaß neben der üblichen Pfostenplattform mit dem Turm und Anlegestegen auch einen großen, frei im Wasser stehenden Palisadenbering; sie wurde um 1273 errichtet und um 1330 aufgegeben.
Kemladen wurden bereits im 19. Jahrhundert von Archäologen untersucht. Fundgut erweist sowohl eine adligem Milieu entsprechende Lebensweise (z. B. Militaria, Trachtbestandteile, Buntmetallbehältnisse, Keramik, Alltagsgerät, Tierknochen) als auch Nachweise für Angriff und Verteidigung (Armbrustbolzen). Ihre Deutung als Ersatzbauten zur Umgehung des landesherrlichen Befestigungsregals mag im Einzelfall zutreffen, erklärt aber kaum das Phänomen als Ganzes.

## Kemlade als Gebäudeteil
Als Kemlade wird auch ein schmaler, meist zweigeschossiger Seitenflügel eines Hauses bezeichnet. In der Kemlade bzw. dem Kemladen befanden sich Wohn- und Schlafräume, im Hauptgebäude die Wirtschafts- und Geschäftsräume.